# 6862 Вірджіліомаркон
6862 Вірджіліомаркон (6862 Virgiliomarcon) — астероїд головного поясу, відкритий 11 квітня 1991 року.
Тіссеранів параметр щодо Юпітера — 3,166.